# 沖縄協会
公益財団法人沖縄協会（おきなわきょうかい）は、沖縄平和祈念堂の管理･運営などを行っている公益財団法人。特殊法人南方同胞援護会の後身である。東京沖縄県人会の前身に、二つの沖縄協会が存在していたが無関係である。以前は内閣府所管の財団法人だったが、公益法人制度改革に伴い、2011年4月1日に公益財団法人に移行。

## 事業内容
- 沖縄県に関する諸問題の調査研究及び啓発広報
- 沖縄県民の福祉増進に関する事業
- 沖縄県の振興開発事業推進に関する事業
- 沖縄平和祈念堂の管理運営

## 法人概要
- 事務局：東京都文京区後楽1-2-9 エー・ゼットキュウブビル5F
- 沖縄平和祈念堂：沖縄県糸満市摩文仁448番地2
- 設立：1972年9月20日
- 会長：清成忠男 - 元法政大学総長
- 法人番号：3010005016665